# Puurs-Sint-Amands
Puurs-Sint-Amands is een gemeente in de Belgische provincie Antwerpen. De gemeente ontstond door het samengaan van de gemeenten Puurs en Sint-Amands op 1 januari 2019.

## Geschiedenis
De fusiegemeente Puurs-Sint-Amands ontstond door het samengaan van de reeds bestaande fusiegemeenten Puurs (bestaande uit Puurs, Breendonk, Liezele, Ruisbroek en Kalfort) en Sint-Amands (bestaande uit Sint-Amands, Oppuurs en Lippelo). Op 18 september 2017 werd de fusie principieel goedgekeurd door beide gemeenteraden. Iets later werd de nieuwe naam van de gemeente voorgesteld. Deze nieuwe naam, werd samen met de fusie op 20 november 2017 definitief goedgekeurd. Met het decreet van 4 mei 2018 bekrachtigde Vlaanderen de fusie. Op 1 januari 2019 werd de fusie effectief van kracht.
Naar Sint-Amands werd vroeger reeds verwezen als "Sint-Amands bij Puurs", deze naam stond ook op het oude stationsgebouw. Dit had te maken met de ligging binnen het voormalige kanton Puurs en niet omdat het bij de gemeente Puurs hoorde.

## Geografie
Puurs-Sint-Amands maakt samen met de gemeente Bornem deel uit van de regio Klein-Brabant.

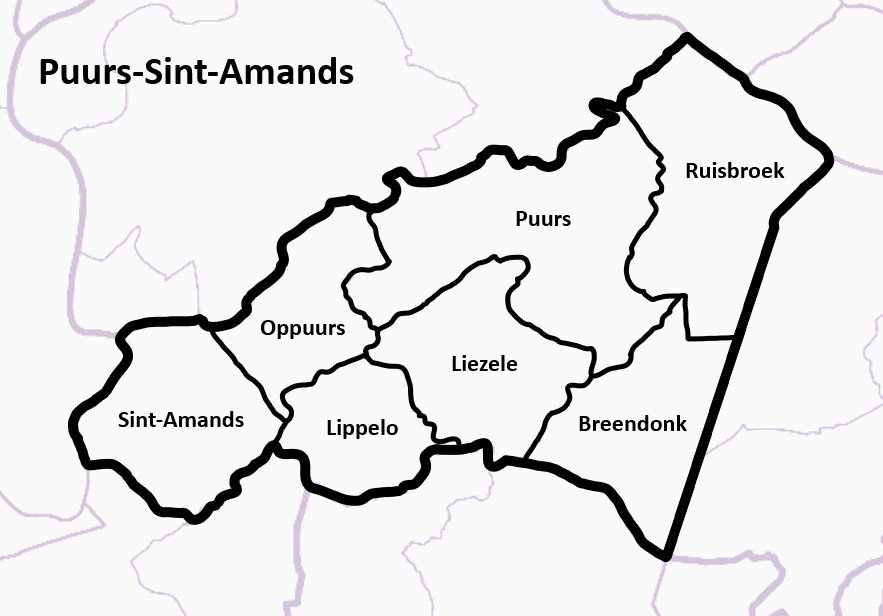
Kaart van Puurs-Sint-Amands met deelgemeenten.

### Deelgemeenten
| # | Deelgemeente | Opp. (km²) | Inwoners (2020) | Inwoners per km² | NIS Code voor de fusie | NIS Code sinds de fusie |
| - | ------------ | ---------- | --------------- | ---------------- | ---------------------- | ----------------------- |
| 1 | Puurs        | 11,94      | 9.149           | 766              | 12030A                 | 12041A                  |
| 2 | Ruisbroek    | 9,00       | 5.037           | 559              | 12030B                 | 12041B                  |
| 3 | Breendonk    | 6,44       | 2.948           | 458              | 12030C                 | 12041C                  |
| 4 | Liezele      | 6,51       | 1.773           | 272              | 12030D                 | 12041D                  |
| 5 | Sint-Amands  | 6,27       | 4.008           | 639              | 12034A                 | 12041A                  |
| 6 | Oppuurs      | 4,79       | 2.069           | 432              | 12034B                 | 12041B                  |
| 7 | Lippelo      | 4,19       | 1.157           | 276              | 12034C                 | 12041C                  |

### Aangrenzende gemeenten
| Aangrenzende gemeenten | Aangrenzende gemeenten | Aangrenzende gemeenten | Aangrenzende gemeenten | Aangrenzende gemeenten |
| ---------------------- | ---------------------- | ---------------------- | ---------------------- | ---------------------- |
|                        |                        | Bornem                 |                        | Niel, Boom             |
|                        |                        |                        |                        |                        |
| Hamme                  | Willebroek             |                        |                        |                        |
|                        |                        |                        |                        |                        |
| Buggenhout             |                        | Londerzeel             |                        | Kapelle-op-den-Bos     |

## Inwoners
| Deelgemeente | Bewoners          | Bijnaam            |
| ------------ | ----------------- | ------------------ |
| Puurs        | Puursenaars       | Gordijngluurders   |
| Ruisbroek    | Ruisbroekenaren   | Kabals             |
| Liezele      | Liezelenaren      | Pieren             |
| Breendonk    | Breendonkenaren   | Mëttes/Meuttes     |
| Kalfort      | Kalfortenaren     | Kalfskoppen        |
| Sint-Amands  | Sint-Amandsenaren | Grote Gloren       |
| Oppuurs      | Oppuursenaars     | Tessen             |
| Lippelo      | Lippelonaren      | Patattendestereirs |

## Demografische ontwikkeling
Alle historische gegevens hebben betrekking op de huidige gemeente, inclusief deelgemeenten, zoals ontstaan na de fusie van 1 januari 2019. De cijfers corresponderen niet noodzakelijk met de toestand op 1 januari van het betreffende jaar.
| Inwoners van jaar tot jaar op 1 januari 1992 tot heden | Inwoners van jaar tot jaar op 1 januari 1992 tot heden | Inwoners van jaar tot jaar op 1 januari 1992 tot heden |
| jaar                                                   | Aantal                                                 | Evolutie: 1992=index 100                               |
| ------------------------------------------------------ | ------------------------------------------------------ | ------------------------------------------------------ |
| 1992                                                   | 22.399                                                 | 100,0                                                  |
| 1993                                                   | 22.591                                                 | 100,9                                                  |
| 1994                                                   | 22.691                                                 | 101,3                                                  |
| 1995                                                   | 22.756                                                 | 101,6                                                  |
| 1996                                                   | 22.827                                                 | 101,9                                                  |
| 1997                                                   | 22.897                                                 | 102,2                                                  |
| 1998                                                   | 23.198                                                 | 103,6                                                  |
| 1999                                                   | 23.249                                                 | 103,8                                                  |
| 2000                                                   | 23.296                                                 | 104,0                                                  |
| 2001                                                   | 23.331                                                 | 104,2                                                  |
| 2002                                                   | 23.391                                                 | 104,4                                                  |
| 2003                                                   | 23.463                                                 | 104,8                                                  |
| 2004                                                   | 23.449                                                 | 104,7                                                  |
| 2005                                                   | 23.626                                                 | 105,5                                                  |
| 2006                                                   | 23.810                                                 | 106,3                                                  |
| 2007                                                   | 24.069                                                 | 107,5                                                  |
| 2008                                                   | 24.289                                                 | 108,4                                                  |
| 2009                                                   | 24.476                                                 | 109,3                                                  |
| 2010                                                   | 24.607                                                 | 109,9                                                  |
| 2011                                                   | 24.744                                                 | 110,5                                                  |
| 2012                                                   | 24.828                                                 | 110,8                                                  |
| 2013                                                   | 25.021                                                 | 111,7                                                  |
| 2014                                                   | 25.213                                                 | 112,6                                                  |
| 2015                                                   | 25.338                                                 | 113,1                                                  |
| 2016                                                   | 25.331                                                 | 113,1                                                  |
| 2017                                                   | 25.602                                                 | 114,3                                                  |
| 2018                                                   | 25.932                                                 | 115,8                                                  |
| 2019                                                   | 25.882                                                 | 115,5                                                  |
| 2020                                                   | 26.142                                                 | 116,7                                                  |
| 2021                                                   | 26.208                                                 | 117,0                                                  |
| 2022                                                   | 26.311                                                 | 117,5                                                  |
| 2023                                                   | 26.772                                                 | 119,5                                                  |
| 2024                                                   | 26.957                                                 | 120,3                                                  |
| 2025                                                   | 27.066                                                 | 120,8                                                  |

## Politiek

### Structuur
De gemeente Puurs-Sint-Amands maakt deel uit van het kieskanton Puurs-Sint-Amands, gelegen in het provinciedistrict Mechelen, het kiesarrondissement Mechelen-Turnhout en ten slotte de kieskring Antwerpen.
| Puurs-Sint-Amands | Puurs-Sint-Amands | Supranationaal         | Nationaal                         | Nationaal           | Gemeenschap         | Gewest              | Provincie           | Arrondissement    | Provinciedistrict | Kanton            | Gemeente          |
| ----------------- | ----------------- | ---------------------- | --------------------------------- | ------------------- | ------------------- | ------------------- | ------------------- | ----------------- | ----------------- | ----------------- | ----------------- |
| Administratief    | Niveau            | Europese Unie          | België                            | België              | Vlaanderen          | Vlaanderen          | Antwerpen           | Mechelen          | Mechelen          | Mechelen          | Puurs-Sint-Amands |
| Administratief    | Bestuur           | Europese Commissie     | Belgische regering                | Belgische regering  | Vlaamse regering    | Vlaamse regering    | Deputatie           | Deputatie         | Deputatie         | Deputatie         | Gemeentebestuur   |
| Administratief    | Raad              | Europees Parlement     | Kamer van volksvertegenwoordigers | Vlaams Parlement    | Vlaams Parlement    | Vlaams Parlement    | Provincieraad       | Provincieraad     | Provincieraad     | Provincieraad     | Gemeenteraad      |
| Kiesomschrijving  | Kiesomschrijving  | Nederlands Kiescollege | Kieskring Antwerpen               | Kieskring Antwerpen | Kieskring Antwerpen | Kieskring Antwerpen | Kieskring Antwerpen | Mechelen-Turnhout | Mechelen          | Puurs-Sint-Amands | Puurs-Sint-Amands |
| Verkiezing        | Verkiezing        | Europese               | Federale                          | Federale            | Vlaamse             | Vlaamse             | Provincieraads-     | Provincieraads-   | Provincieraads-   | Provincieraads-   | Gemeenteraads-    |

### Geschiedenis

#### Burgemeester
| Tijdspanne | Tijdspanne | Burgemeester |
| ---------- | ---------- | --- |
|            | vanaf 2019 | Koen Van den Heuvel (titelvoerend, CD&V) Peter Van Hoeymissen (waarnemend, CD&V, van 06/02/2019 tot 02/10/2019) |

Voor de voormalige burgemeesters, zie de voormalige gemeenten Puurs en Sint-Amands.

#### Resultaten gemeenteraadsverkiezingen sinds 2018
| Partij of kartel     | Partij of kartel     | 14-10-2018 | 14-10-2018 | 13-10-2024 | 13-10-2024 |
| Stemmen / Zetels     | Stemmen / Zetels     | %          | 29         | %          | 29         |
| -------------------- | -------------------- | ---------- | ---------- | ---------- | ---------- |
|                      | Groen1/ Open Groen2  | 8,91       | 2          | 8,72       | 2          |
|                      | KR8!                 | 11,2       | 3          | -          |            |
|                      | KR8!                 | 11,2       | 3          | -          |            |
|                      | CD&V-teamkoen        | 51,7       | 17         | 62,7       | 20         |
|                      | N-VA                 | 17,6       | 5          | 16         | 4          |
|                      | Vlaams Belang        | 10,5       | 2          | 12,7       | 3          |
| Totaal stemmen       | Totaal stemmen       | 18 886     | 18 886     | 13 623     | 13 623     |
| Opkomst %            | Opkomst %            | 93,4       | 93,4       | 64,8       | 64,8       |
| Blanco en ongeldig % | Blanco en ongeldig % | 2,7        | 2,7        | 0,6        | 0,6        |

De zetels van de gevormde meerderheid staan vetjes afgedrukt. De grootste partij is in kleur.

Voor oudere verkiezingsresultaten zie de gemeenten Puurs en Sint-Amands.
Deelgemeenten: Breendonk · Liezele · Lippelo · Oppuurs · Puurs · Ruisbroek · Sint-Amands

Overige kernen: Kalfort (gehucht) · Sauvegarde (wijk)

Belgische gemeenten · Arrondissement Mechelen · Antwerpen (provincie) · Vlaanderen
Aartselaar · Antwerpen · Arendonk · Baarle-Hertog · Balen · Beerse · Berlaar · Boechout · Bonheiden · Boom · Bornem · Brasschaat · Brecht · Dessel · Duffel · Edegem · Essen · Geel · Grobbendonk · Heist-op-den-Berg · Hemiksem · Herentals · Herenthout · Herselt · Hoogstraten · Hove · Hulshout · Kalmthout · Kapellen · Kasterlee · Kontich · Laakdal · Lier · Lille · Lint · Malle · Mechelen · Meerhout · Merksplas · Mol · Mortsel · Niel · Nijlen · Olen · Oud-Turnhout · Putte · Puurs-Sint-Amands · Ranst · Ravels · Retie · Rijkevorsel · Rumst · Schelle · Schilde · Schoten · Sint-Katelijne-Waver · Stabroek · Turnhout · Vorselaar · Vosselaar · Westerlo · Wijnegem · Willebroek · Wommelgem · Wuustwezel · Zandhoven · Zoersel

België: Provincies · Gemeenten